# Castell de Sarroca (Baén)
Les escasses restes del Castell de Sarroca estan situades a l'antic terme de Baén, actualment de Baix Pallars, a la comarca del Pallars Jussà, a la caseria, actualment mas, de Sarroca.